# Igreja de Pavnisi

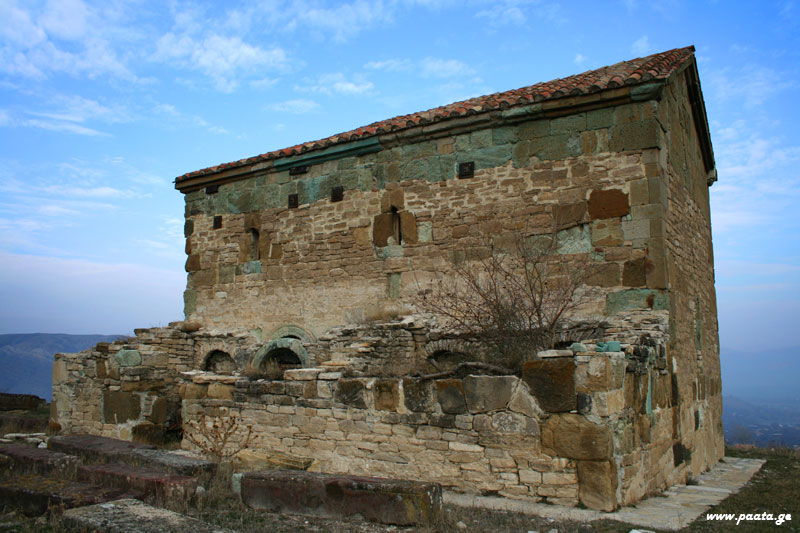
Igreja de Pavnisi

A igreja de São Jorge de Pavnisi (em georgiano:  ფავნისის წმინდა გიორგის ეკლესია, transl. tr) é uma igreja ortodoxa localizada em Kaspi, na região da Ibéria Interior, na Geórgia. É uma igreja-salão do século IX-X. É conhecida por seus afrescos que datam da segunda metade do século XII. Faz parte da lista de monumentos culturais da Geórgia.

## Localização
A igreja está localizada em um antigo cemitério ao sul da moderna cidade de Gariqula, no território que era historicamente conhecido como Pavnisi. 

## Arquitetura
Ela foi construída em arenito e tufo, mede 12,4 × 10,8 m e é uma igreja-salão simple, com uma abside semicircular no leste. A igreja é coberta por uma abóbada de berço semi-cilíndrico apoiado por arcos em pilastras. O edifício pode ser acessado através de uma porta na parede sul. Uma capela baixa (eukterion) agora meio arruinada, está anexada à fachada sul da igreja. O interior é decorado com afrescos. Na fachada leste, existem cruzes ornamentais esculpidas em ambos os lados da janela e a representação de uma cobra engolindo o sol em uma grande laje de arenito colocada na janela. 

## Afrescos
As paredes internas têm afrescos de alto valor artístico, feitos entre 1170 e 1180 e pintados em uma camada anterior de murais que podem ser traçados nas paredes norte e sul. O estilo das pinturas mostra que o pintor conhecia bem os modelos bizantinos. As pinturas, que se destacam pela harmonia de cores e pureza da linha, praticamente desapareceram ou foram descascadas, mas estão em um estado relativamente melhor de preservação na abside. 
Há também um extenso ciclo sobre a vida e o martírio de São Jorge, que consiste em cinco cenas, incluindo a que o descreve resgatando um jovem do cativeiro, Uma das mais antigas representações dessa lenda na arte cristã.